# Синьцзянский центр зимних видов спорта
Синьцзянский центр зимних видов спорта (Xinjiang Ice Sports Center) — спортивный комплекс для организации соревнований и тренировок по конькобежному спорту, фигурному катанию, кёрлингу и хоккею, расположенный в 60 км юго-западнее города Урумчи. Построен в 2015 году. Расположен на высоте 1710 метров над уровнем моря, что выше на 300 метров Олимпийского овала Юты и на 700 метров Олимпийского овала Калгари.

## Спортивные соревнования
- В январе 2016 года в Синьцзянском центре зимних видов спорта проводились 13 Всекитайские зимние игры.

## Рекорды ледовой дорожки

### Женщины
| Дистанция        | Спортсмен     | Страна | Время   | Дата             |
| ---------------- | ------------- | ------ | ------- | ---------------- |
| 500 м            | Цзинь Цзинчжу | Китай  | 37,34   | 26 сентября 2021 |
| 1000 м           | Цзинь Цзинчжу | Китай  | 1.14,20 | 2 октября 2021   |
| 1500 м           | Мэй Хань      | Китай  | 1.54,37 | 4 октября 2021   |
| 3000 м           | Хао Цзячэнь   | Китай  | 4.04,12 | 1 октября 2021   |
| 5000 м           | Акнар Ардак   | Китай  | 7.12,43 | 4 октября 2021   |
| Сумма многоборья | Хань Мэй      | Китай  | 166,331 | 15-16 марта 2018 |

### Мужчины
| Дистанция        | Спортсмен          | Страна | Время    | Дата              |
| ---------------- | ------------------ | ------ | -------- | ----------------- |
| 500 м            | Гао Тинъюй         | Китай  | 33,86    | 26 сентября 2021  |
| 1000 м           | Нин Чжунянь        | Китай  | 1.07,30  | 2 октября 2021    |
| 1500 м           | Нин Чжунянь        | Китай  | 1.42,93  | 27 сентября 2021  |
| 5000 м           | Мухамаити Ханахати | Китай  | 6.27,89  | 24 сентября 2021  |
| 10 000 м         | Чэнь Ханьян        | Китай  | 13.23,78 | 4 октября 2021    |
| Сумма многоборья | Каханбаи Алемаси   | Китай  | 154,442  | 15-16 января 2018 |

### Рекорды Китая
25 января 2016 Лю Имин установил на льду рекорд Китая на дистанции 10 000 м — 13.35,84.